# Ökologisch-Botanischer Garten der Universität Bayreuth

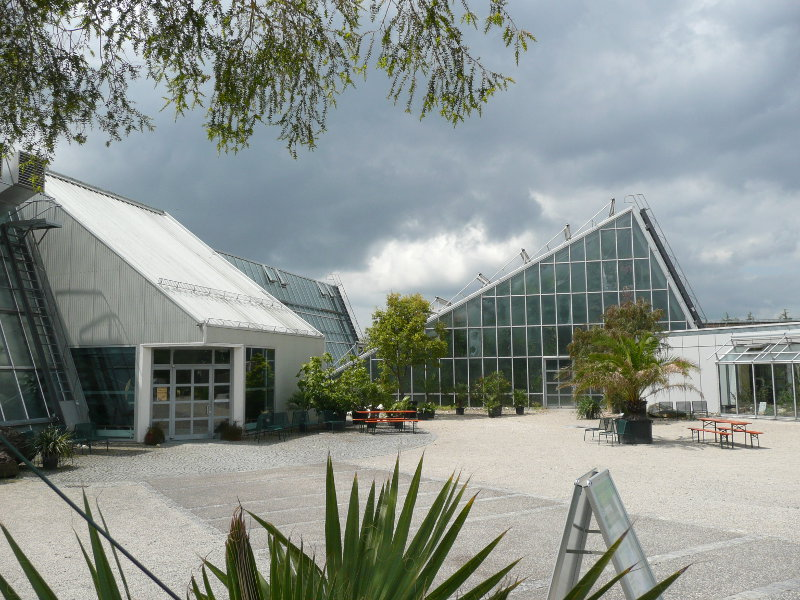
Eingangsbereich mit dem markanten Tropenhaus

Der Ökologisch-Botanische Garten (abgekürzt ÖBG) ist eine zentrale wissenschaftliche Einrichtung der Universität Bayreuth mit den Schwerpunkten Ökologie und Umwelt in Forschung und Lehre. Für die Öffentlichkeit ist der Garten ein überregional bedeutsames Zentrum für Bildung und Erholung. Eine Besonderheit des ÖBG besteht darin, dass im 16 ha großen Freigelände und in den 6000 m² großen Gewächshäusern naturnah gestaltete Lebensräume und Vegetationstypen aus aller Welt dargestellt sind. Darüber hinaus befinden sich im Freiland ausgedehnte naturnah angelegte und extensiv betreute Lebensräume (Trockenstandorte, Feuchtbiotope, Totholz u. a.). Hier konnte sich im Laufe der Zeit eine einmalige Vielfalt heimischer Tier-, Pflanzen- und Pilzarten ansiedeln, darunter viele seltene und vom Aussterben bedrohte Arten. Ein großes Sortiment unterschiedlicher Nutzpflanzen gedeiht alljährlich im Nutzpflanzengarten mit jährlich wechselnder Thematik.

## Geschichte
Der Ökologisch-Botanische Garten wurde 1978 gegründet und Günter Rossmann, der spätere Gründer der Paläobotanischen Stiftung Rossmann, zum ersten Gartendirektor berufen. 1985 begann der Bau der Gewächshäuser, die 1993 mit dem Gewächshaus für tropische Hochgebirgspflanzen fertiggestellt wurden. Das beheizbare Wasserbecken für tropische Wasserpflanzen wurde 1995 in Betrieb genommen. Von 1996 bis 2023 war der Forstwissenschaftler Gregor Aas Direktor des Gartens. Unter seiner Regie wurde die Anlage im Jahr 1997, zunächst nur sonntags, der Öffentlichkeit zugänglich gemacht und Führungen, meist zu bestimmten Themen, wurden angeboten.
1998 wurde der Freundeskreis des Ökologisch-Botanischen Gartens e. V. gegründet, der den Garten ideell, finanziell und organisatorisch unterstützt und mittlerweile mehr als 500 Mitglieder zählt. Im Oktober 2023 übernahmen Lena Muffler-Weigel und Robert Weigel gemeinsam die Leitung des ÖBG. Die beiden Geoökologen sind miteinander verheiratet und studierten einst in Bayreuth.

## Einteilung des Gartens

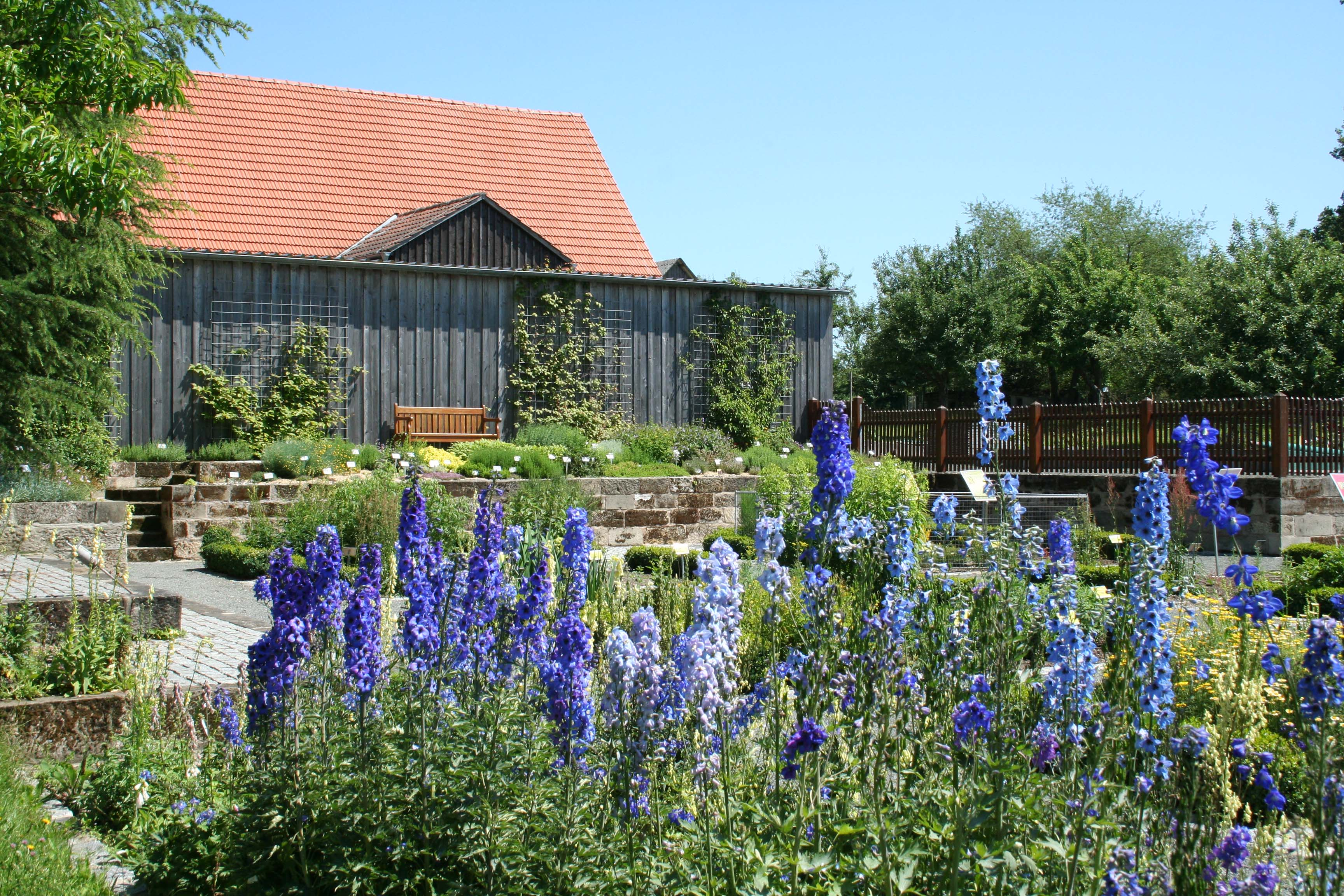
Bauerngarten

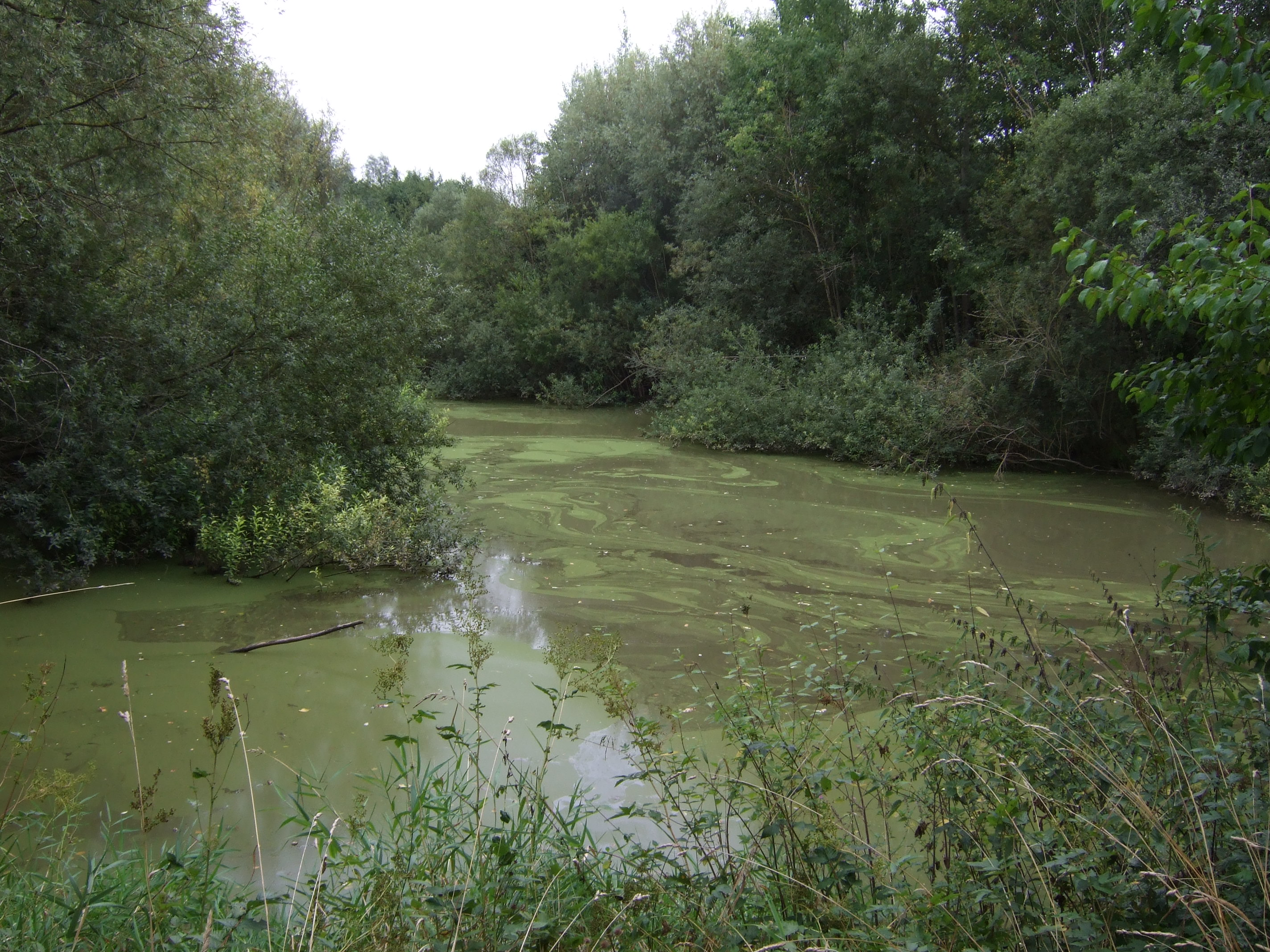
Teich an der südwestlichen Ecke des Gartens

Im Freigelände ist die Pflanzenwelt der gemäßigten Zonen Asiens, Amerikas und Europas zu sehen. Die Pflanzen sind so angeordnet und das Gelände ist so gestaltet, dass ein Eindruck von den Wäldern und Prärien Nordamerikas, der Pflanzenwelt Ostasiens und des Himalajas, den zentralasiatischen und ukrainischen Steppen bis zu den Wäldern, Heide-, Moor- und Dünengebieten Mitteleuropas entsteht.
In dem etwa zwei Hektar großen Nutzpflanzengarten im Süden des ÖBG gibt es zahlreiche Arten und Sorten von Getreide und Gemüse sowie Faser-, Färbe- und Heilpflanzen. Jedes Jahr wird eine Pflanzengruppe ausführlich vorgestellt, z. B. Paprika oder Chili (2016) oder Essbare Blüten (2017). Auf der großen Streuobstwiese sind mehr als 150 Obstsorten zu finden, darunter viele alte, seltene und regionaltypische Sorten. Daneben sind Sträucher gepflanzt, die Beerenobst und Wildfrüchte liefern.
Die sechs Schaugewächshäuser beherbergen etwa 5000 Pflanzenarten unterschiedlicher tropischer Klimazonen. Entlang eines Rundweges können die Besucher tropische Trockenwälder, Mangroven, Tieflandregenwälder, Bergnebelwälder sowie Pflanzen der kanarischen Lorbeerwälder erkunden. Eine Besonderheit ist das Spezialgewächshaus für tropische Hochgebirgspflanzen.
Einzigartig in Umfang und Artenspektrum ist auch der Bestand an Kübelpflanzen, die aus dem Mittelmeerraum und den Subtropen Australiens, Asiens, Amerikas und Afrikas stammen. Die Pflanzen verbringen den Winter im Gewächshaus und werden den Sommer über auf einer großzügigen Freifläche präsentiert und lassen so mitten in Oberfranken Urlaubserinnerungen und -gefühle erwachsen.
An der südwestlichen Ecke des Gartens entstand ein naturnahes Habitat im Übergang zur freien Landschaft mit der für Feuchtgebiete typischen Flora und Fauna. Dort wurden Erschließungswege angelegt und im Mai 2021 ein neuer Zugang eröffnet. Damit wurde eine Verbindung zum Studentenwald und über den „Weg der Artenvielfalt“ zum Röhrenseepark geschaffen.

## Herbarium
Im Herbarium der Universität Bayreuth werden getrocknete Pflanzenbelege konserviert, eingeordnet und für die Wissenschaft verfügbar gemacht. Neben der pflanzensystematischen Grundlagenforschung dient die Auswertung von Herbarmaterial insbesondere der Dokumentation von Verbreitungsgebieten der Pflanzenarten und ihrer Verschiebungen vor dem Hintergrund des Klimawandels. Neben Belegen aus aktuellen und ehemaligen Bayreuther Forschungsprojekten, z. B. in Ostafrika, Jemen und Chile, liegt der Schwerpunkt des Herbars auf der Flora von Bayern, vor allem Nordostbayern. Betreut wird das Herbarium von Ulrich Meve.

## Sonstiges
Der Ökologisch-Botanische Garten hat 32 Mitarbeiter, davon sind 25 im gärtnerischen Bereich tätig, vier in der Gartenverwaltung und drei im wissenschaftlichen Bereich. Hinzu kommen assoziierte Wissenschaftler und Doktoranden. Pro Jahr besuchen etwa 70.000 Menschen den ÖBG, in den Sommermonaten hat er täglich etwa 500 Besucher. Der Eintritt ist frei. Jeden ersten Sonntag im Monat findet eine öffentliche, kostenlose Führung zu einem bestimmten Thema statt, hinzu kommen in den Sommermonaten weitere öffentliche, kostenlose Führungen. Für Vereine, Gruppen, Schulen etc. sind Führungen jederzeit über das Sekretariat buchbar. Auf dem Gelände wurden 1071 Tierarten erfasst, davon sind 169 Wirbeltiere und 902 Wirbellose. Die kultivierten Pflanzen stammen aus mehr als 100 Ländern.

## Besondere Blühereignisse

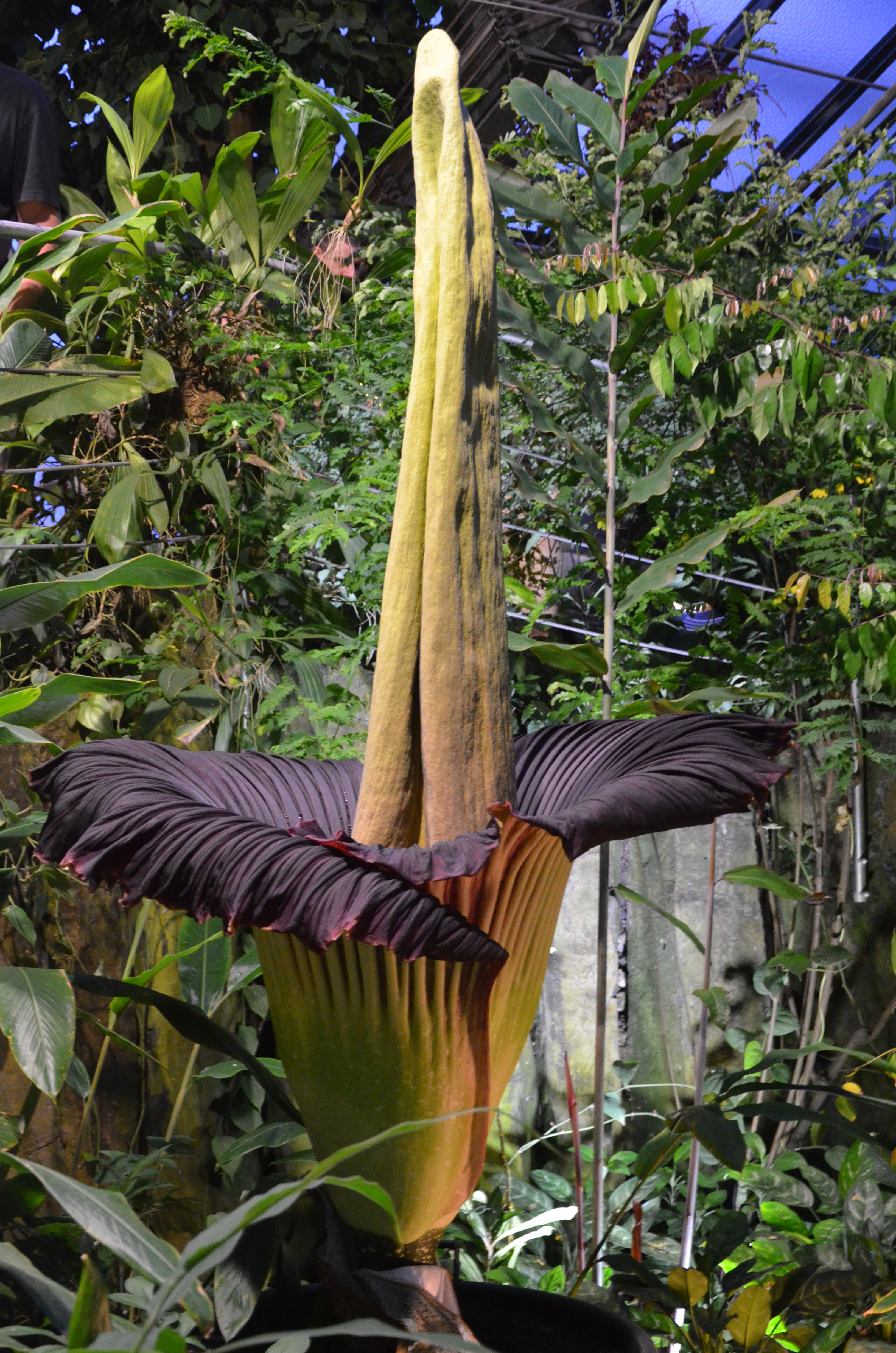
Zweite Blüte der Titanwurz im Juni 2015

Im Gewächshaus für tropische Hochgebirgspflanzen war es eine kleine Sensation, als im Jahr 2000 weltweit erstmals in Kultur ein Äthiopischer Schopfbaum (Lobelia rhynchopetalum) blühte.
Außergewöhnlich war es auch, dass eine Titanwurz (Amorphophallus titanum) im ÖBG innerhalb eines Jahres zweimal geblüht hat, im August 2014 und im Juni 2015. Dies ist der kürzeste beobachtete Zeitabstand zum Wiedererblühen einer Titanwurz, gewöhnlich vergehen zwischen den Blüten der Riesenpflanze mehrere Jahre. Ein zweiter Titanwurz blühte im Juni 2016.